# Comté de Vernon (Wisconsin)
Pour les articles homonymes, voir Comté de Vernon.
Le comté de Vernon est un comté situé dans l'État du Wisconsin aux États-Unis. Son siège est Viroqua. Selon le recensement de 2000, sa population était de 28 056 habitants.
Les trois principales villes du comté sont Viroqua, Westby et Hillsboro.